# Kędzierzawka żółtozielona
Kędzierzawka żółtozielona (Tortella flavovirens (Bruch) Broth.) – gatunek mchu należący do rodziny płoniwowatych (Pottiaceae Schimp.). Występuje w Ameryce Północnej, Europie, Azji (Syria), północnej Afryce, Makaronezji i Nowej Zelandii.

## Systematyka i nazewnictwo
Synonimy: Barbula limosa Stirt., Mollia subbifaria Stirt., Trichostomum flavovirens Bruch.

## Ochrona
Od 2004 roku kędzierzawka żółtozielona jest objęta w Polsce ochroną gatunkową, początkowo ścisłą, a od 2014 r. częściową.